# Nagara Tenjin-jinja

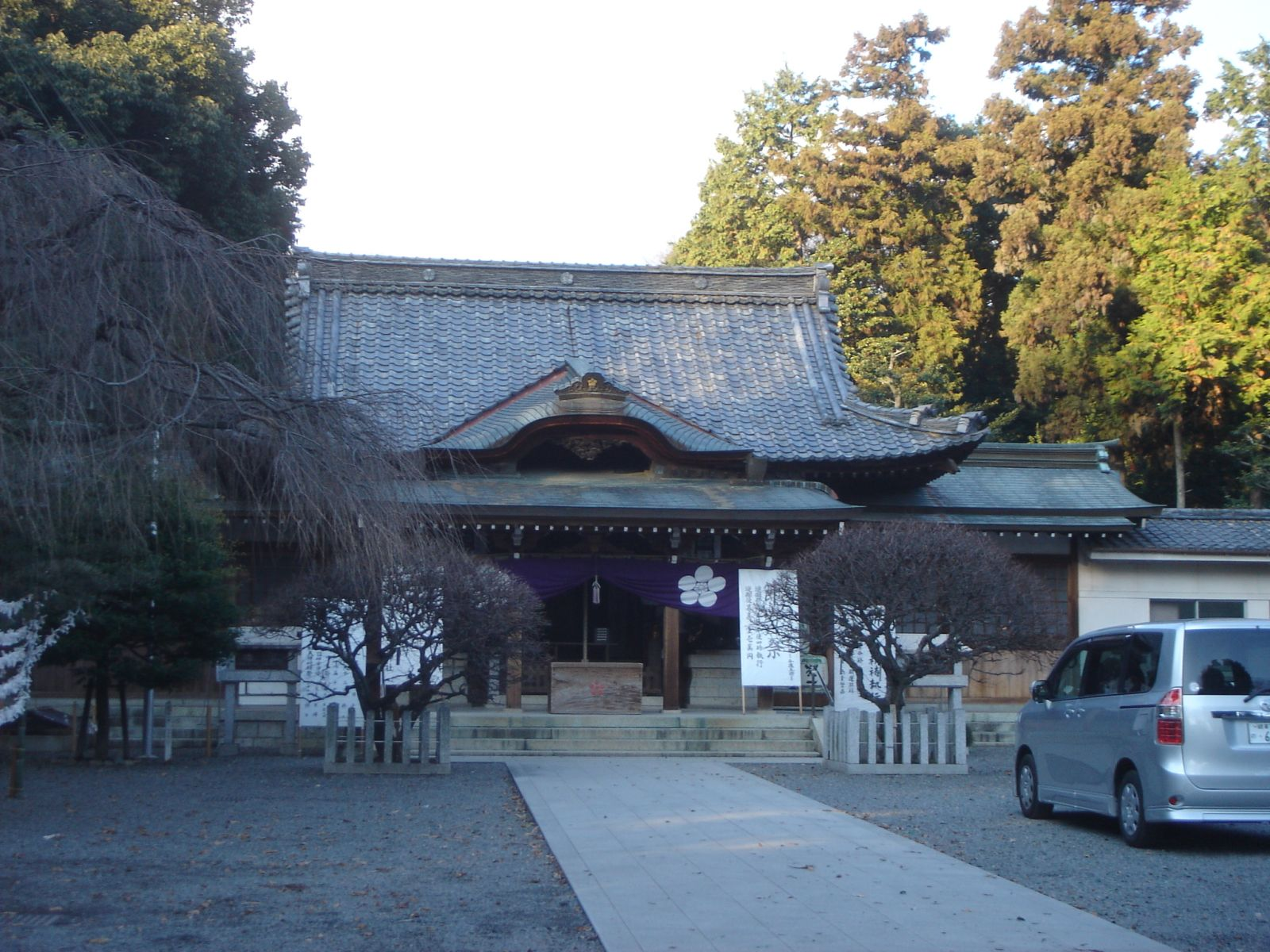
Entrée du Nagara Tenjin-jinja.

Le Nagara Tenjin-jinja (長良天神神社) est un sanctuaire shinto situé dans le quartier de Nagara de la ville de Gifu, préfecture de Gifu au Japon. C'est un tenman-gū consacré au culte de Sugawara no Michizane.

## Histoire
Saitō Toshifuji (斎藤 利藤) construit le Nagara Tenjin-jinja au cours de l'ère Kanshō (1460-1466) afin d'en faire le sanctuaire familial du clan Saitō. Saitō Toshiyasu (斎藤 利安) termine les travaux de réparation durant l'ère Eishō (1504-1520), mais Ikeda Terumasa est à l'origine d'améliorations majeures en 1588.
Au cours de l'époque d'Edo, la zone de Nagara est contrôlée par le domaine d'Owari et le sanctuaire est utilisé par les chefs des domaines d'Owari et de Takasu.
Au cours de l'ère Keichō (1596-1614), après la reconstruction des pavillons du sanctuaire, le Nagara Tenjin est endommagé et de nouveaux travaux de restauration sont engagés. L'actuel honden est achevé en 1801 et le haiden en 1852.
En 1959, le sanctuaire est frappé par le typhon Vera et de grands arbres sont renversés, endommageant le Nagara Tenjin. Les réparations ne sont pas achevées avant 1986.

## Source de la traduction
- (en) Cet article est partiellement ou en totalité issu de l’article de Wikipédia en anglais intitulé « Nagara Tenjin Shrine » (voir la liste des auteurs).